# Juliana Hatfield
Juliana Hatfield (Wiscasset, 27 luglio 1967) è una cantautrice e musicista statunitense.

## Biografia
Nata in Maine, è cresciuta in un sobborgo di Boston.
Nel 1986 ha preso parte al progetto musicale Blake Babies insieme a John Strohm. Il gruppo si è sciolto nel 1991.
Nel 1991 la Hatfield si è unita ai The Lemonheads suonando il basso e cantando nelle registrazioni di It's a Shame About Ray.
Ha iniziato la carriera solista già nel 1991, pubblicando un anno dopo il suo album d'esordio da solista Hey Babe, che è stato uno degli album indipendenti più venduti del 1992.
Fa parte anche dei Some Girls e dei Minor Alps, progetto quest'ultimo condiviso con Matthew Caws dei Nada Surf.

## Discografia

### Solista
- 1992 – Hey Babe
- 1995 – Only Everything
- 1998 – Bed
- 2000 – Beautiful Creature
- 2000 – Juliana's Pony: Total System Failure
- 2002 – Gold Stars 1992-2002: The Juliana Hatfield Collection
- 2004 – In Exile Deo
- 2005 – Made in China
- 2006 – The White Broken Live: Live Recordings
- 2008 – How to Walk Away
- 2010 – Peace & Love
- 2011 – There's Always Another Girl
- 2012 – Juliana Hatfield
- 2013 – Wild Animals
- 2017 – Pussycat
- 2018 - Juliana Hatfield Sings Olivia Newton-John
- 2019 – Weird
- 2019 - Juliana Hatfield Sings The Police
- 2021 - Blood

### The Juliana Hatfield Three
- 1993 – Become What You Are
- 2015 – Whatever, My Love

### Blake Babies
- 1987 – Nicely, Nicely
- 1989 – Earwig
- 1990 – Sunburn
- 2001 – God Bless The Blake Babies

### Some Girls
- 2003 – Feel It
- 2006 – Crushing Love

### Minor Alps
- 2013 – Get There